# Kallixtusz-kódex

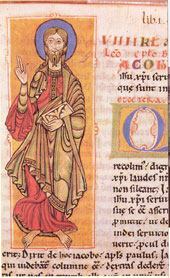
A Codex Calixtinus Szt. Jakab apostolt ábrázoló részlete (fólió 4r)

A Kallixtusz-kódex (latin nevén Codex Calixtinus, Compostellus, vagy Codex Calixtus, köznapi nevén Camino kódex) a 12. században keletkezett pszeudoepigráf (ál-szerzőségű) könyv. A pergamen kódex keletkezését tévesen II. Kallixtusz pápának tulajdonítják, viszont jelenlegi ismeretek szerint sokkal valószínűbb, hogy írója a zarándok Aymeric Picaud francia tudós-szerzetes volt. A mű lejegyzésének dátuma 1138–1145 lehet.
A Szent Jakab-út zarándokai számára írt kódex az egyetlen forrása a Szent Jakab spanyolországi liturgiának, a kódexet a spanyolországi város, Santiago de Compostela Szent Jakab-katedrálisában őrzik. Az írat útmutatót ad a zarándokoknak, a Szent Jakab-út leírása, valamint próféciákat és Szent Jakab csodáinak leírását tartalmazza. A történelmi leírást is magába foglaló, öt könyvből álló monumentális kézirathoz később hozzácsatoltak függeléket is, így az összesen 225 – mindkét oldalán megírt – pergamen fóliót tartalmaz.
Jelentősége nemcsak annak tudható, hogy a világ első útikönyve, és bepillantást nyújt a 12. századi zarándokélet mindennapjaiba, de ez a kódex a legkorábbi baszk nyelvemlék is. Zenei anyagának zenetörténeti jelentősége egyedülálló, mivel ezek a darabok a legrégebben lejegyzett többszólamú kottaanyagok közé tartoznak, valamint a legkorábbi háromszólamban lejegyzett művet tartalmazza.

## A könyv leírása

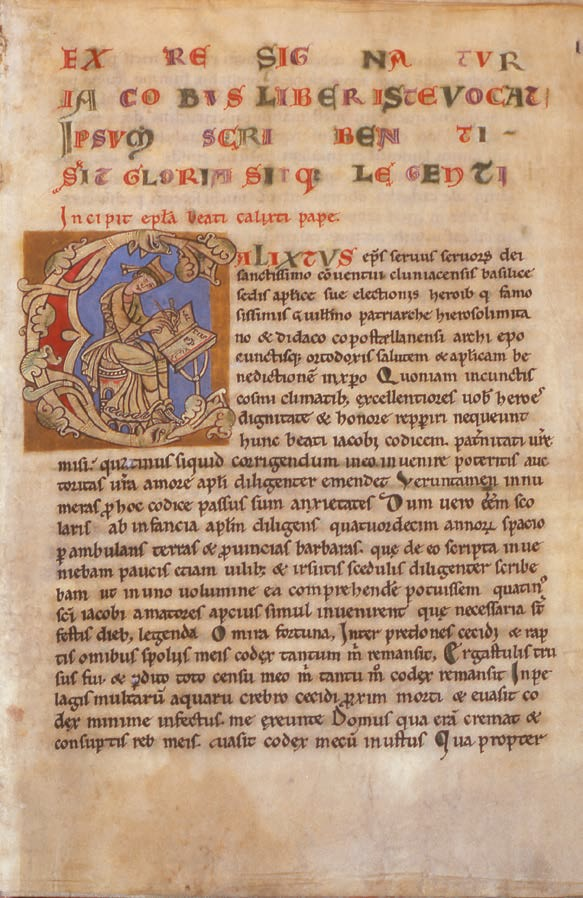
A kezdő levél, melyet II. Kallixtusz pápának tulajdonítanak

A Kallixtusz-kódex öt könyvet és két függeléket tartalmaz, az öt könyv nagyon eltérő terjedelmű. A kódex 225 pergamen fóliójának lapmérete 295 x 214 milliméter, a pergamen kódex szövegét a fóliók mindkét oldalára 34 sorban írták oldalanként.
- I. könyv: liturgikus, a kódex felét teszi ki. A szent nevéhez kapcsolódó szent beszédek, illetve mártírhalálának történetét és tiszteletére alkotott liturgiát, illetve biblia magyarázatokat, zsolozsmákat tartalmaz, a matutínum imaórájának lekciós homíliás könyve.
- II. könyv: Szent Jakab csodái kisebb részben az ő életében történt csodákat, nagyobbrészt a zarándokok által történt összességében 22 csodát ír le.
- III. könyv: historikus, leírja annak történetét, hogyan kerültek át Szt. Jakab maradványai Jaffából Santiago de Compostelába.
- IV. könyv: historikus, Nagy Károly ibériai hadjáratait írja le, mely során Nagy Károly álmában meglátja Szent Jakabot, aki megkéri szabadítsa meg a zarándokutat a móroktól.
- V. könyv: zarándokok útmutatója.

Zenei lejegyzés a kódex első könyvében, valamint a függelékben található. Habár ez utóbbi, összesen csak hat fólió terjedelmű anyag, viszont zenetörténeti jelentősége egyedülálló, mivel ezek a darabok a legrégebben lejegyzett többszólamú kottaanyagok közé tartoznak.

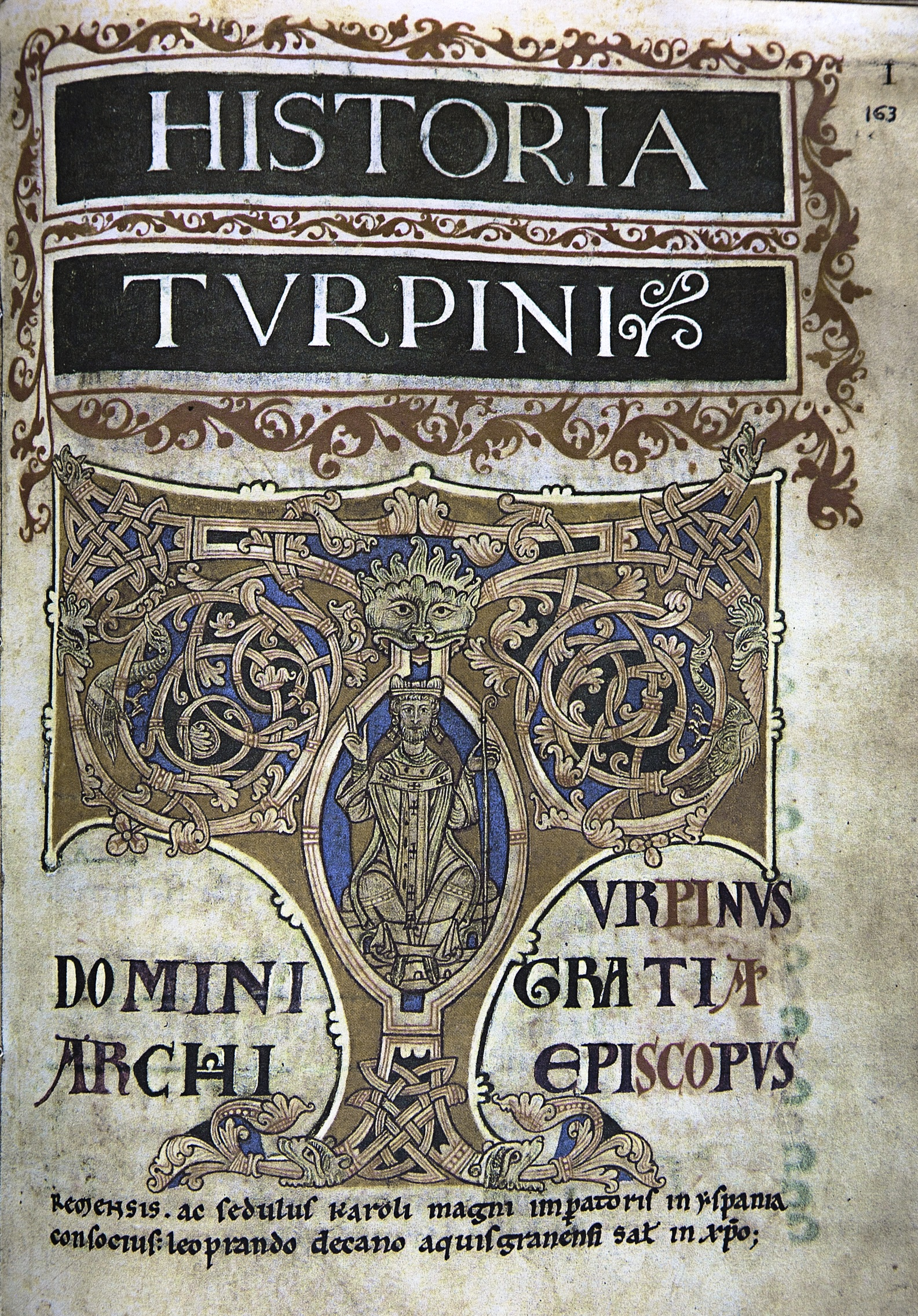
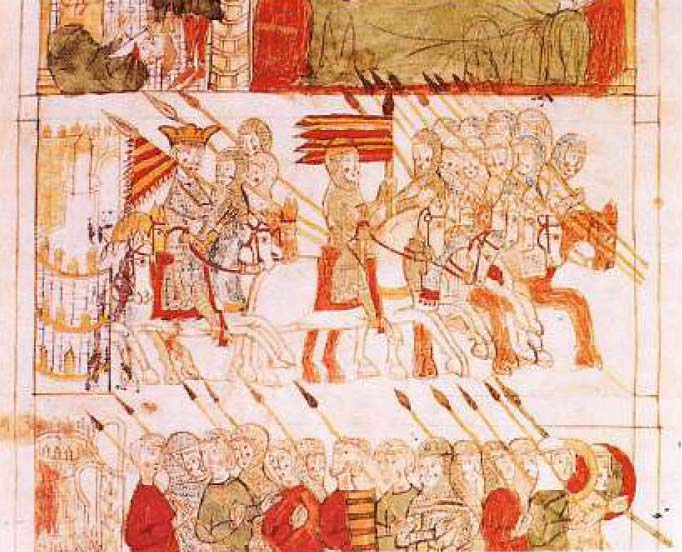
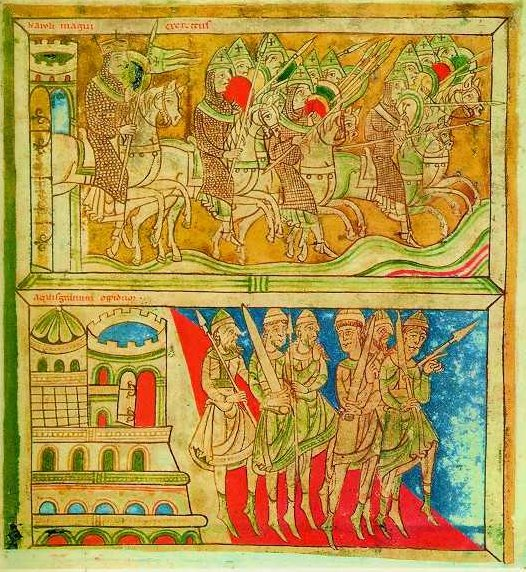

## Története
A kódex keletkezésének ideje bizonytalan, vannak kutatók, akik 1130 és 1140 közöttinek tekintik, más kutatók szerint 1175 után jegyezhették le, de 1180 előttinek valószínűsítik. Lejegyzése valószínűleg Aymeric Picaud francia tudós-szerzetesnek tulajdonítható, és elképzelhetően Közép-Franciaországban, Vézelay központjában történt, majd a compostelai Szt. Jakab katedrálisnak ajánlották. Mind az öt könyv II. Kallixtusz pápának tulajdonított pszeudoepigráf levéllel kezdődik, a függelék II. Ince pápa levelét tartalmazza, melyben a kéziratot Santiago de Compostelának adományozza. A könyvek mindegyikének külön története van, és feltételezhetően mind az öt könyv már lejegyzésük előtt is létezett.
Vannak kutatók, akik szerint a kódex valójában „hamisítás”, a római rítus érvényre juttatása a mozarab keresztény rítus ellenében. A könyvet eszközként használhatták fel Ibéria egyházi visszafoglalására. A kódex szerzői egyfelől megadták a római pápát megillető tekintélyt, másfelől mindezt Szent Jakab liturgiájával tették, és mivel Szent Jakab Spanyolországnak, valamint a mórok elleni háborúnak a védőszentje, a galíciaiak számára megkönnyítették a rítusváltást. Ennek a folyamatnak lehetett a része 1120-ban Santiago de Compostelában Diego Gelmíreznek római katolikus püspökké történt kinevezése is, akinek püspöksége alatt vált a galíciai Santiago de Compostela városának Szent Jakab-katedrálisa kora egyik legjelentősebb zarándokhelyévé. A kódex elnevezésében emellett Diego Gelmírez püspöknek és a compostelai egyházmegyének a hálájáról is szó lehet, mivel II. Kallixtusz pápa adományozta Diego Gelmíreznek Santiago de Compostela első katolikus püspöki címét.
A Kallixtusz-kódex másolatai közül a legkorábbiként a Ripoll kézirat tudott, melyet a katalóniai Santa Maria de Ripoll város apátságában őriznek, de későbbi másolatai is ismertek.
A kéziratot sokáig a galíciai Santiago de Compostela apátságában őrizték, de csak 1886-ban talált rá Fidel Fita jezsuita szerzetes. 1609-ben kitéptek egy lapot belőle, melyet visszaillesztettek amikor restaurálásra került. A könyv számos tűzvészt, áradást átvészelt, sokszor lemásolták, viszont csak 1944-ben jelent meg nyomtatott formában a teljes szövege. 2011 júliusában a spanyol székesegyházból egy egyházi alkalmazásban álló villanyszerelő ellopta, de egy év múlva, 2012 júliusában megtalálták a főgyanúsított garázsában egy szemétládában.

## Zenei anyaga
A Kallixtusz-kódex lekottázott zenei része conductusokat, responzoriumokat, misetételeket, benedicamusokat tartalmaz. Stílusát tekintve elég gazdag, egyfelől számos conductus zenei anyaga népi táncdallamokból kölcsönzött, ennek oka lehet, hogy a kódex szerzői a zarándoktömegek megnyeréséhez az ő zenei nyelvüket használták fel. Másfelől a zsolozsmák és a misék a gregorián énekekre épülnek. A harmadik stílusjegyet a többszólamú darabok képviselik a kódexben, itt a „cantus” szólama fölött eredetileg improvizált, majd rögzített további szólam jelenik meg.
A könyv három részében találunk zenei anyagot, az I. könyvben, valamint az I. és a II. függelékben. Az egyszólamú darabok az első könyvben jelennek meg – ezek gregorián énekek, latin strófás énekek, conductusok –, a polifon zenei anyagok pedig a később hozzákapcsolt függelékekben vannak. Egyes kutatók szerint a kódexben rögzített polifon zene komponálása lényegesen később történhetett, mint ahogy a kódex liturgikus része keletkezett. A függelékben megjelenő tropusok, organumok a liturgikától független, önálló darabok.
A Kallixtusz-kódex tartalmazza az első ismert háromszólamú polifon darabot, mely a kódex legismertebb zenei anyaga, azaz az első függelékben lejegyzett Congaudeant catholici conductus. Viszont az erős disszonancia – egyes részeknél szekund súrlódások – miatt számos kutató feltételezése szerint eredetileg nem háromszólamúnak íródott, egy lehetséges elgondolás szerint a két felső szólam egymás alternatívájaként került lejegyzésre.
A zenetörténetben ez az első ismert gyűjtemény, amelyben szerzőnevekkel ellátott darabok jelennek meg. A feltüntetett szerzők között ismert egyházi személyek vannak, francia érsekek, püspökök, de Albertus Parisiensis, a párizsi Notre-Dame kántora is. Ugyanakkor egyes zenetörténészek a szerzőséget nem minden esetben fogadják el, lehetségesnek tartják, hogy a jelentős egyházi személyek neveivel a kódex elismertségét akarták növelni.
A kódex zenei anyagát egységesen a közép-francia neumaírással jegyezték le, csak egyetlen darabot írtak ettől eltérően, a szövegsorok közötti üres térben az aquitán pont-notációval. A dallamokat tollal, piros tintával húzott négyvonalas rendszerben kottázták le, a lejegyzés során előforduló  neumaformákat a lotaringiai és a metzi notációs régióban használták, de leginkább a közép-franciaországi, burgundiai Vézelay és Nevers városaiban használt rendszerhez áll közel.
A függelékek polifon műveket tartalmazó részében a darabokat viszont partitúraszerűen kottázták, ahol a tizenkét kottasort oldalanként hat szisztémára osztották, és az olvashatóságot megsegítő függőleges sorokkal tagolták.

## Magyar nyelvű fordítása
- Kezdődik Szent Jakab apostol V. könyve. Szent Calixtus pápa eszmefuttatása. Ford.: Papp Attila. In: Tudományos és kulturális folyóirat, 7. szám, 1997 november; Kiadó: Palimpszeszt Kulturális Alapítvány. Online

## Média
- "Offertorium: Congaudeant catholici" a Kallixtusz-kódexből a YouTube-on.
- "Benedicamus Domino, Deo gracias" a Kallixtusz-kódexből a YouTube-on.
- "Graduale" a Kallixtusz-kódexből a YouTube-on.